# Classicula
Classicula är ett släkte av svampar. Classicula ingår i familjen Classiculaceae, ordningen Classiculales, klassen Classiculomycetes, divisionen basidiesvampar och riket svampar.
| Classicula | \| \| Classicula fluitans \| \| \| \| |
|            | \| \| Classicula fluitans \| \| \| \| |
|            | Jaculispora                           |
|            |                                       |
|            | Classicula fluitans                   |
|            |                                       |

|  | Classicula fluitans |
|  |                     |